# Fisher Stevens
Fisher Stevens (* 27. listopadu 1963 Chicago) je americký herec, režisér a filmový producent židovského původu. Za film Zátoka (2009) získal cenu za nejlepší hraný dokumentární film na 82. ročníku udílení Oscarů. Za film Crazy Love (2007) získal cenu Independent Spirit Award for Best Documentary Feature. Hrál v seriálu Boj o moc (2018–2023).